# Cerinthe major
La ceriflor o palomera  (Cerinthe major) es una planta de la familia de las boragináceas.

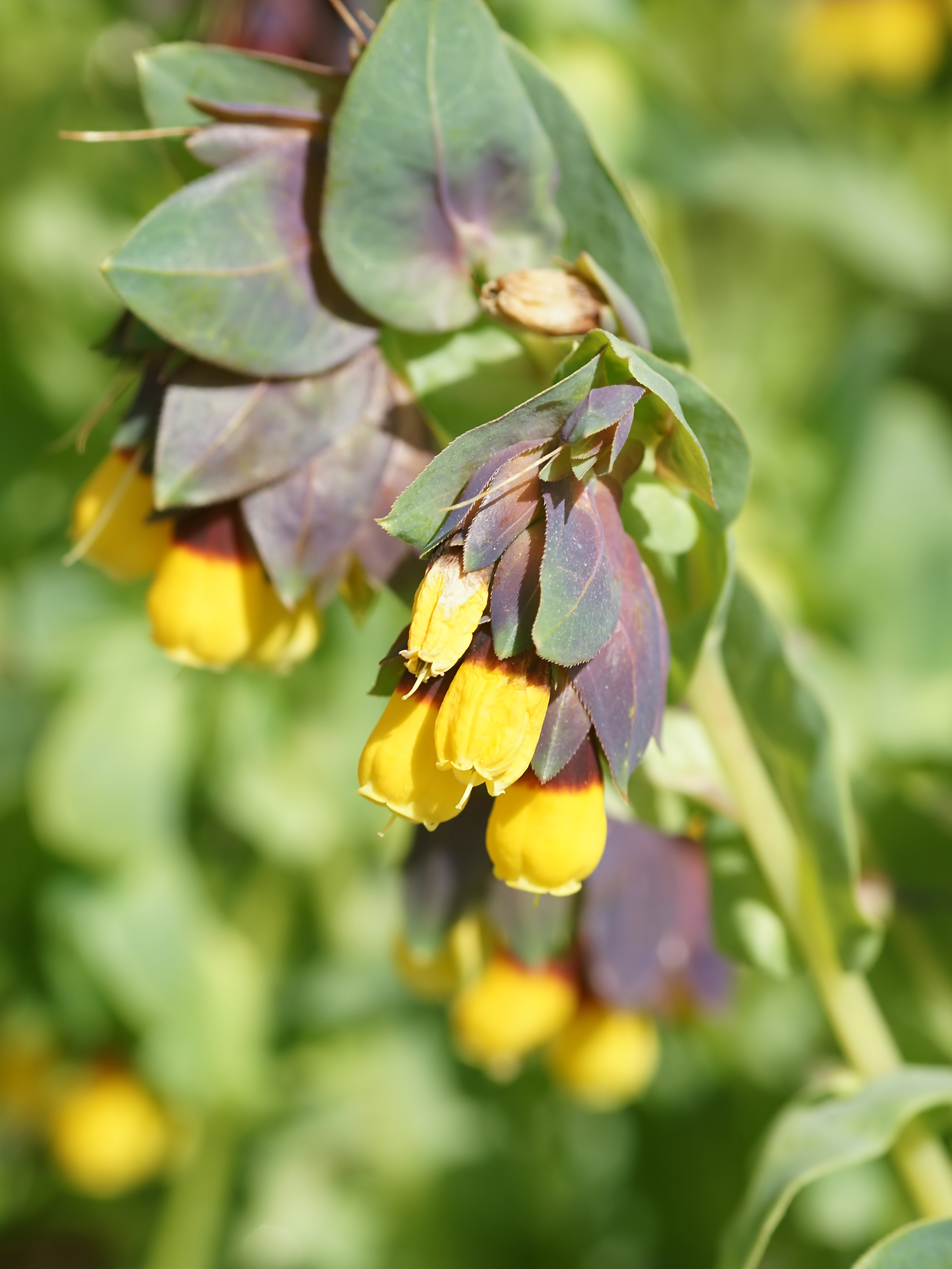
Planta en flor

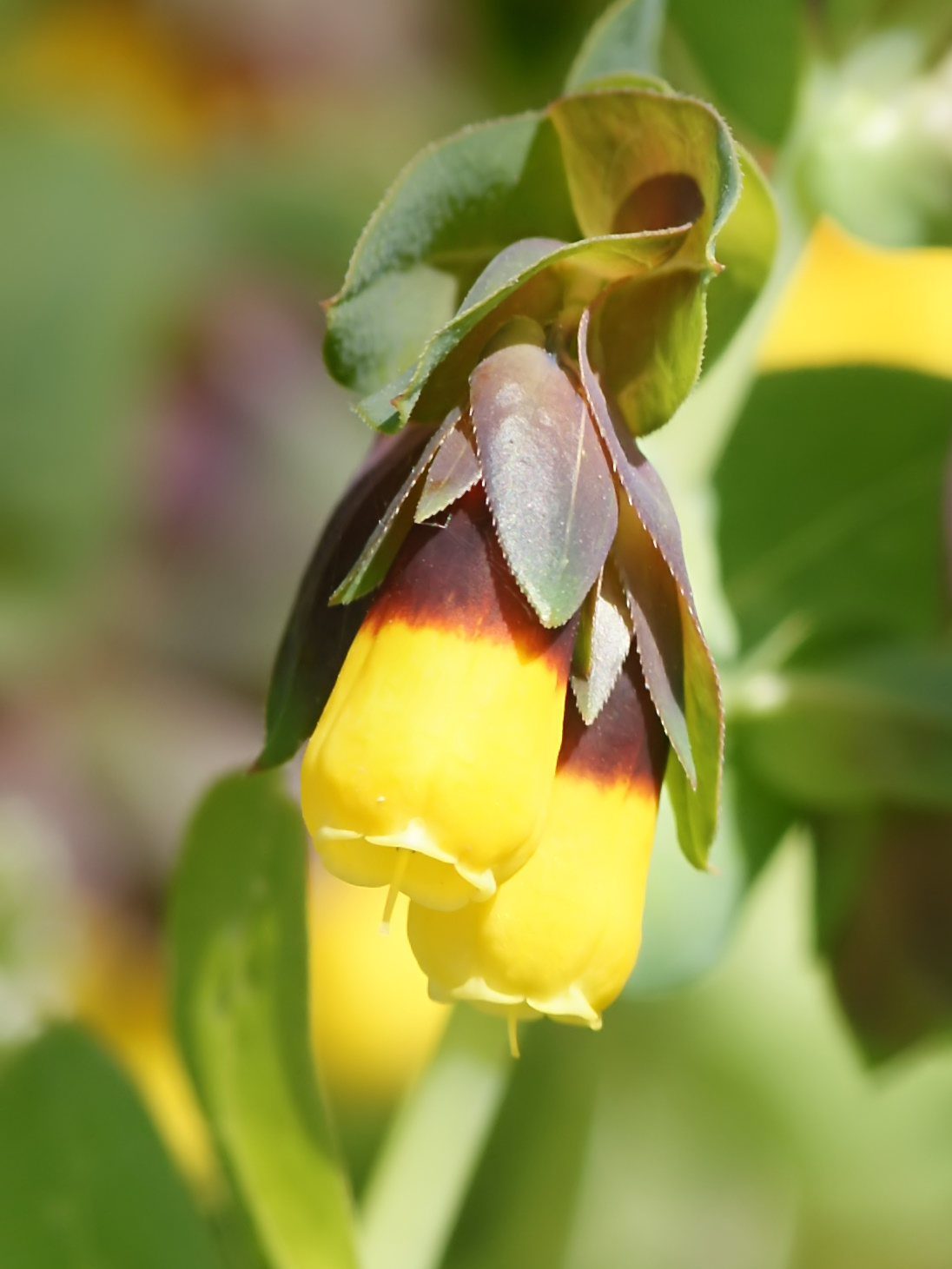
Detalle de la flor

## Descripción
Planta anual, glabra, de 15-80 cm de altura. Tallo erecto, ramificado. Hojas verde-azulado con manchas blancas, con pequeñas protuberancias, ciliadas, las inferiores cortamente pecioladas, espatuladas, las superiores sésiles, ovaladas, acorazonadas por la base, de 3-6 cm de largo y hasta 1,5 cm de ancho. Flores inclinadas, en racimos terminales. Esporófilos ovales, con frecuencia de tono violeta, tan largos o más que el cáliz. 5 sépalos de longitud desigual. Corola amarilla, de tono violeta amarronado por la base, en la garganta con un anillo marrón rojizo, tubular, de  1,5-2 (3) cm de largo y hasta 8 mm de ancho, más del doble de largo que el cáliz. Margen muy corto, por arriba escotado o poco dentado, muy revuelto, Núcula negruzaca, glabra.

## Hábitat
Terrenos de cultivos y baldíos. Márgenes de los caminos.

## Distribución
En el Mediterráneo y Portugal.

## Propiedades
Indicaciones: es utilizado como diurético, antiescorbútico. Usado en ictericia.

## Taxonomía
Cerinthe minor fue descrita  por Carlos Linneo  y publicado en Species Plantarum 1: 136. 1753.
Citología
Número de cromosomas de Cerinthe major (Fam. Boraginaceae) y táxones infraespecíficos: 2n=16
Sinonimia
- Cerinthe aspera Roth
- Cerinthe gymnandra Gasp.
- Cerinthe longiflora Viv.
- Cerinthe oranensis Batt.[6]
- Ceranthe acuta (Moench) Opiz
- Cerinthe acuta Moench
- Cerinthe alpina Vis.
- Cerinthe aperta Clairv.
- Cerinthe glabra subsp. longiflora (Viv.) Kerguélen
- Cerinthe glauca Moench
- Cerinthe major subsp. elegans (Fiori) Giardina & Raimondo
- Cerinthe major var. elegans Fiori
- Cerinthe strigosa Rchb.
- Cerinthe versicolor Hallier ex Steud.[7]

## Nombre común
- Castellano: ceriflor, ceriflor mayor, escarapela, escarapelada, escarapelada española, nebulosa, palomera.[6]